# Kolmanskop
Kolmanskop (en allemand : Kolmannskuppe) est un village situé en Namibie dans le désert du Namib à une dizaine de kilomètres de Lüderitz.
Après avoir été un site prospère d'extraction de diamants, le lieu est devenu un village fantôme, envahi par le sable du désert du Namib. L'exploitation diamantifère se poursuit cependant. Quelques mineurs y travaillent et utilisent encore certaines infrastructures comme le théâtre ou la salle de jeu.

## Histoire
Kolmanskop a été fondé à la fin du XIXe siècle par des colons allemands.
Bâtie en 1908, la ville a connu une prospérité fulgurante grâce à l'exploitation du diamant. Elle a atteint son apogée en 1920 puis s'est éteinte doucement au cours du XXe siècle. Durant sa période d'opulence, Kolmanskop importait l'eau potable depuis Le Cap en Afrique du Sud, distante de plus de 1 000 kilomètres. En dépit de l'environnement hostile, jusqu'à 400 personnes y ont vécu. De majestueuses maisons en pierre y ont été bâties sur le modèle allemand. L'hôpital de Kolmanskop, aujourd'hui en ruine, a été le premier hôpital d'Afrique équipé d'une machine à rayon X au début du XXe siècle, essentiellement pour vérifier si les mineurs n'avaient pas avalé des diamants.
Les derniers habitants sont partis dans les années 1960.
Kolmanskop est devenue une attraction touristique majeure du sud de la Namibie.

## La ville dans les arts
Le lieu a fait l'objet de photos de Helga Kohl, présentées dans plusieurs expositions dans des lieux tels que Musée national d'Art africain de Washington, et dans des rencontres photographiques et festivals, comme les Rencontres africaines de la photographie en 2007, à Bamako.
En 2011, Reinhild Dettmer-Finke a réalisé un documentaire coproduit par ZDF et Arte intitulé Kolmanskop – A Diamond Ghost Town in Namibia.
En 2020 sort le 4e album du projet musical australien Tame Impala, The Slow Rush, dont la photo ornant la pochette (œuvre du photographe Neil Krug et de Kevin Parker) représente une maison envahie par le sable située à Kolmanskop.

Bâtiments abandonnés à Kolmanskop
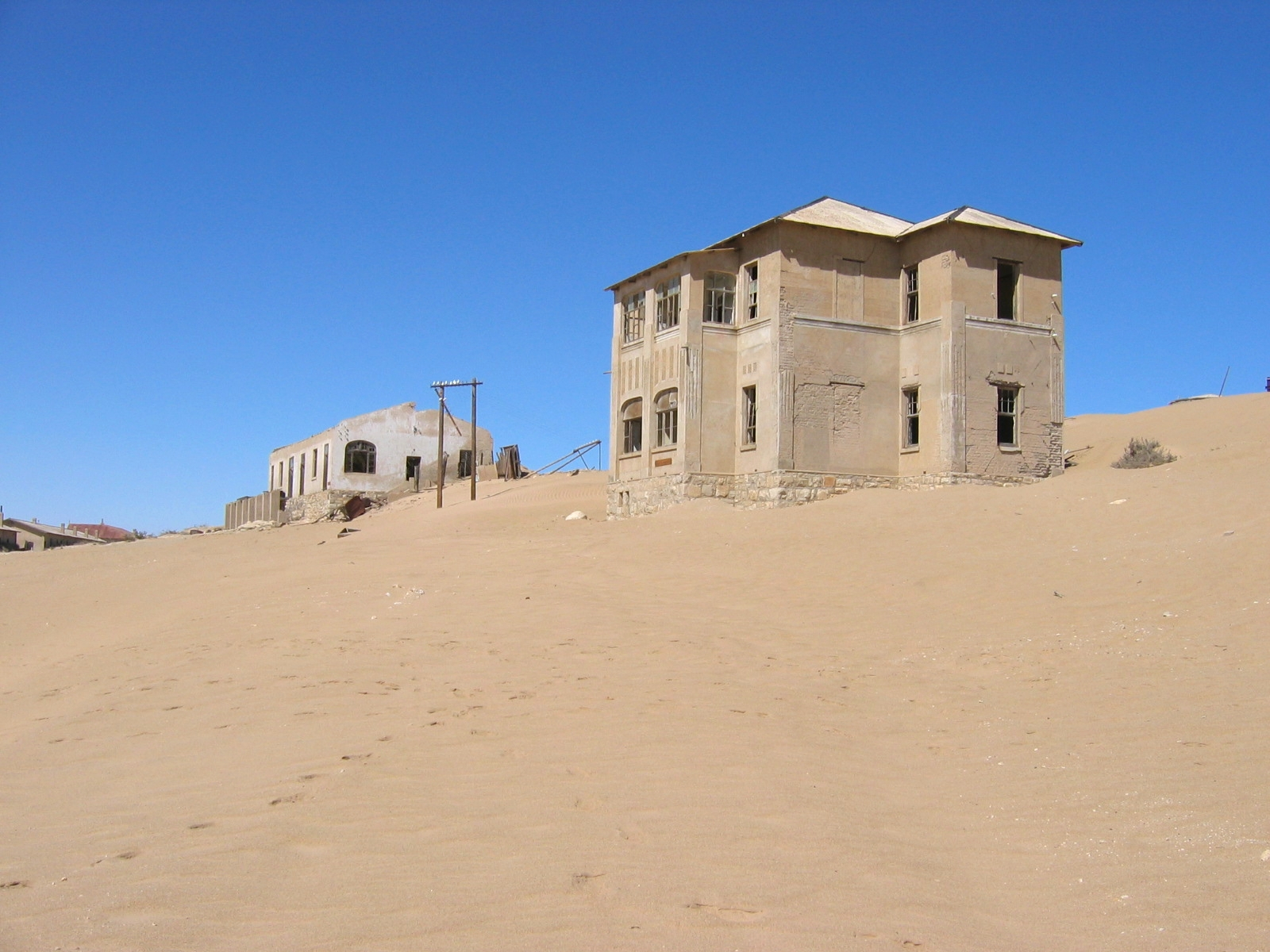
Maisons abandonnées.
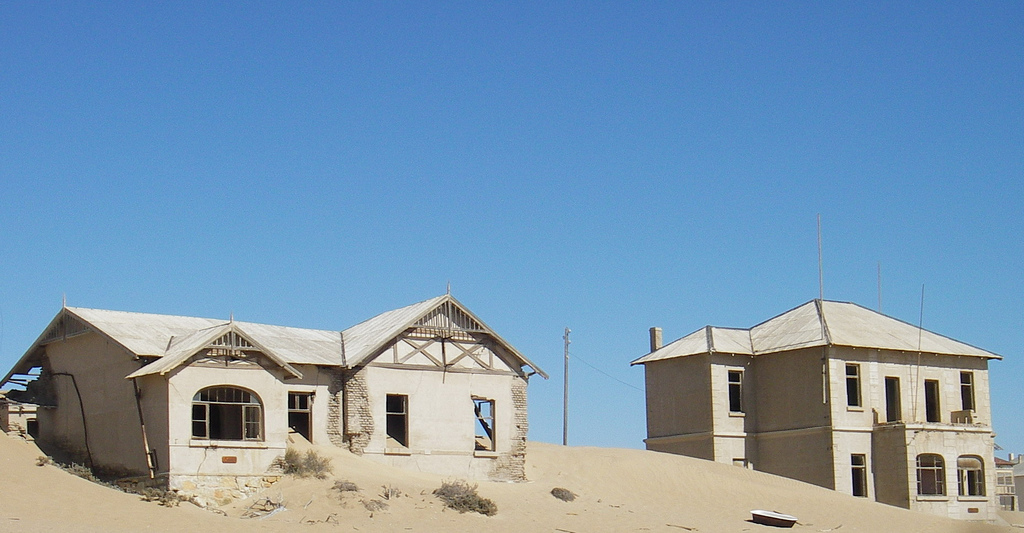
Maisons abandonnées.
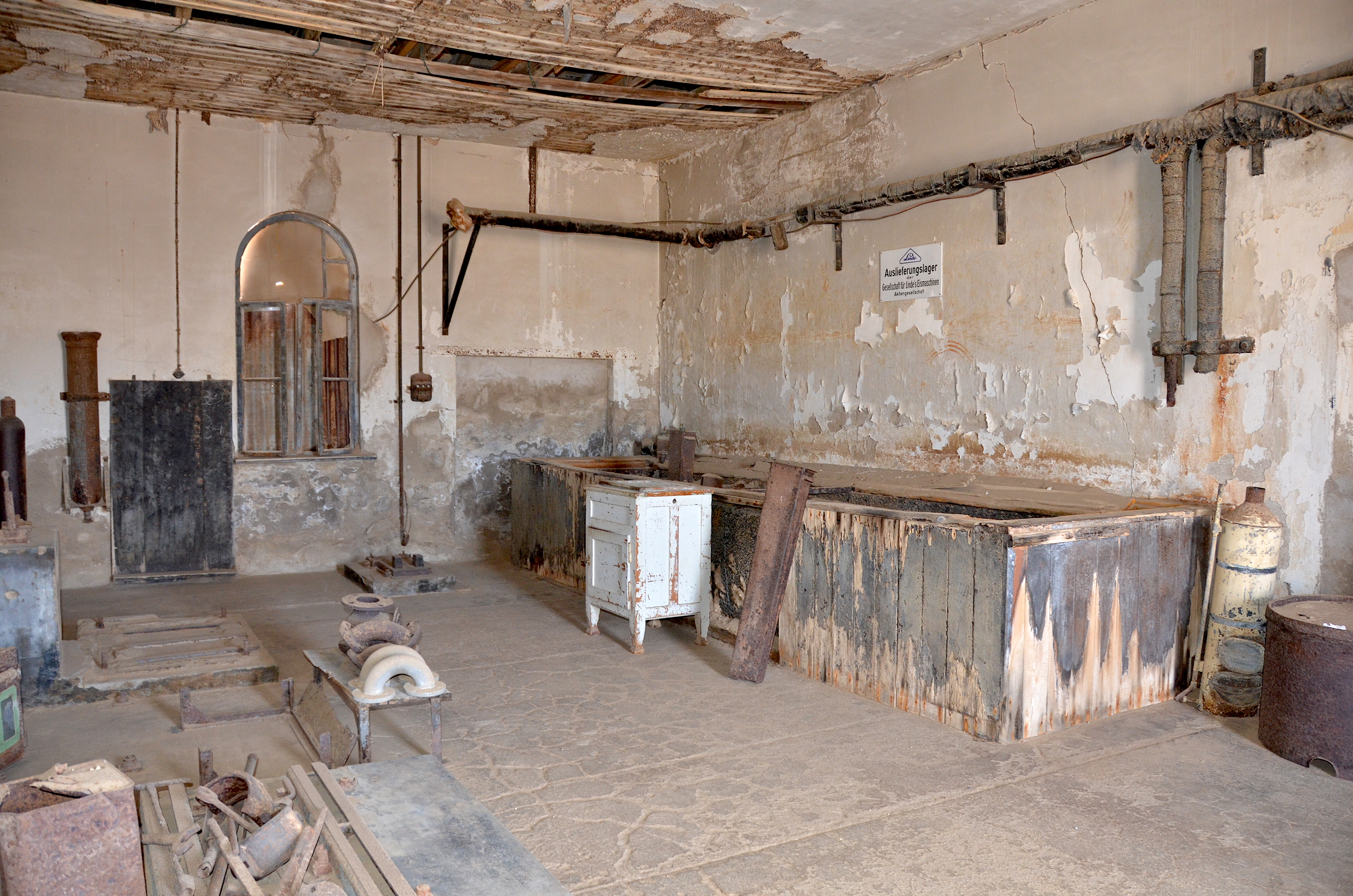
Fabrique de glace.
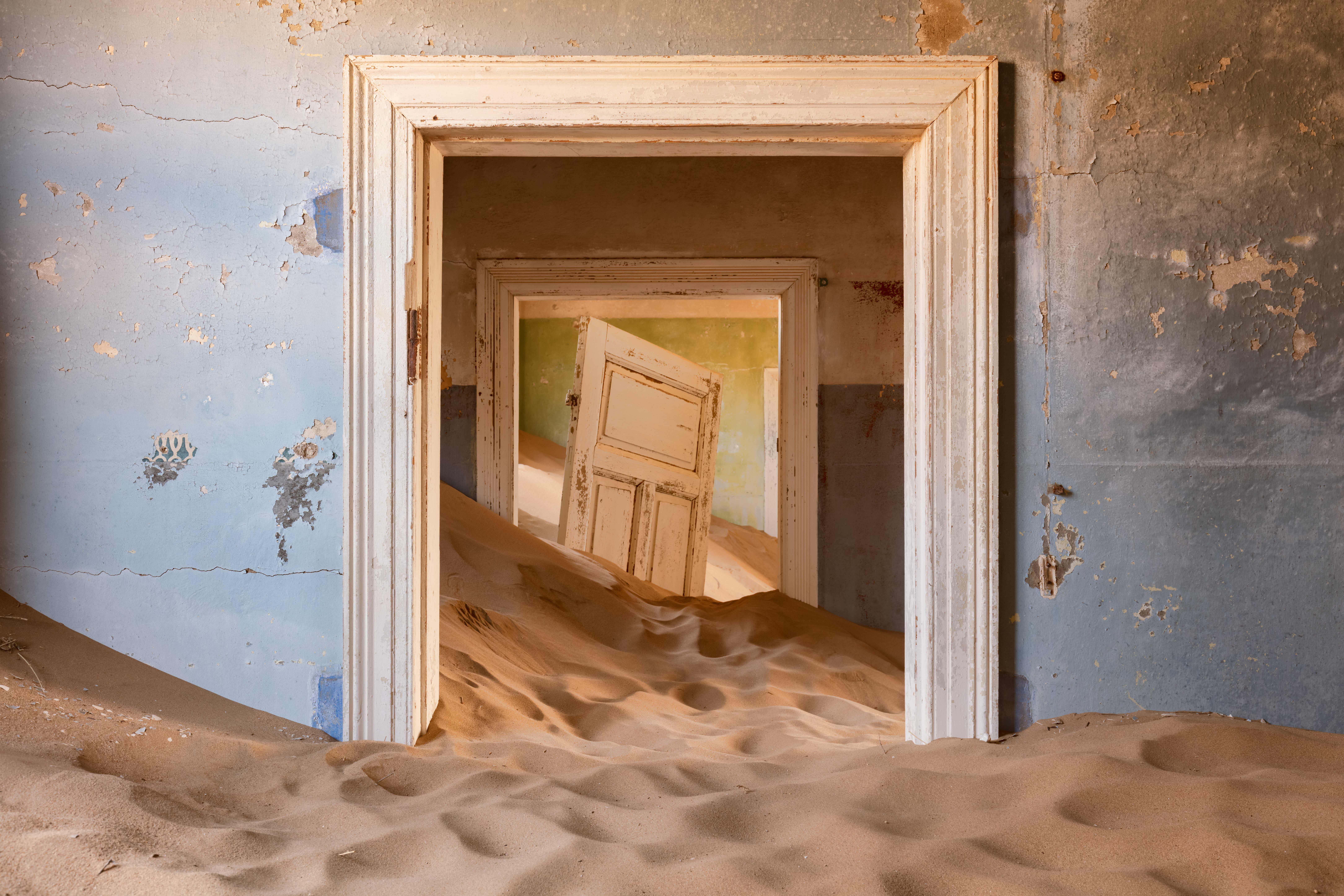
Une maison envahie par le sable.
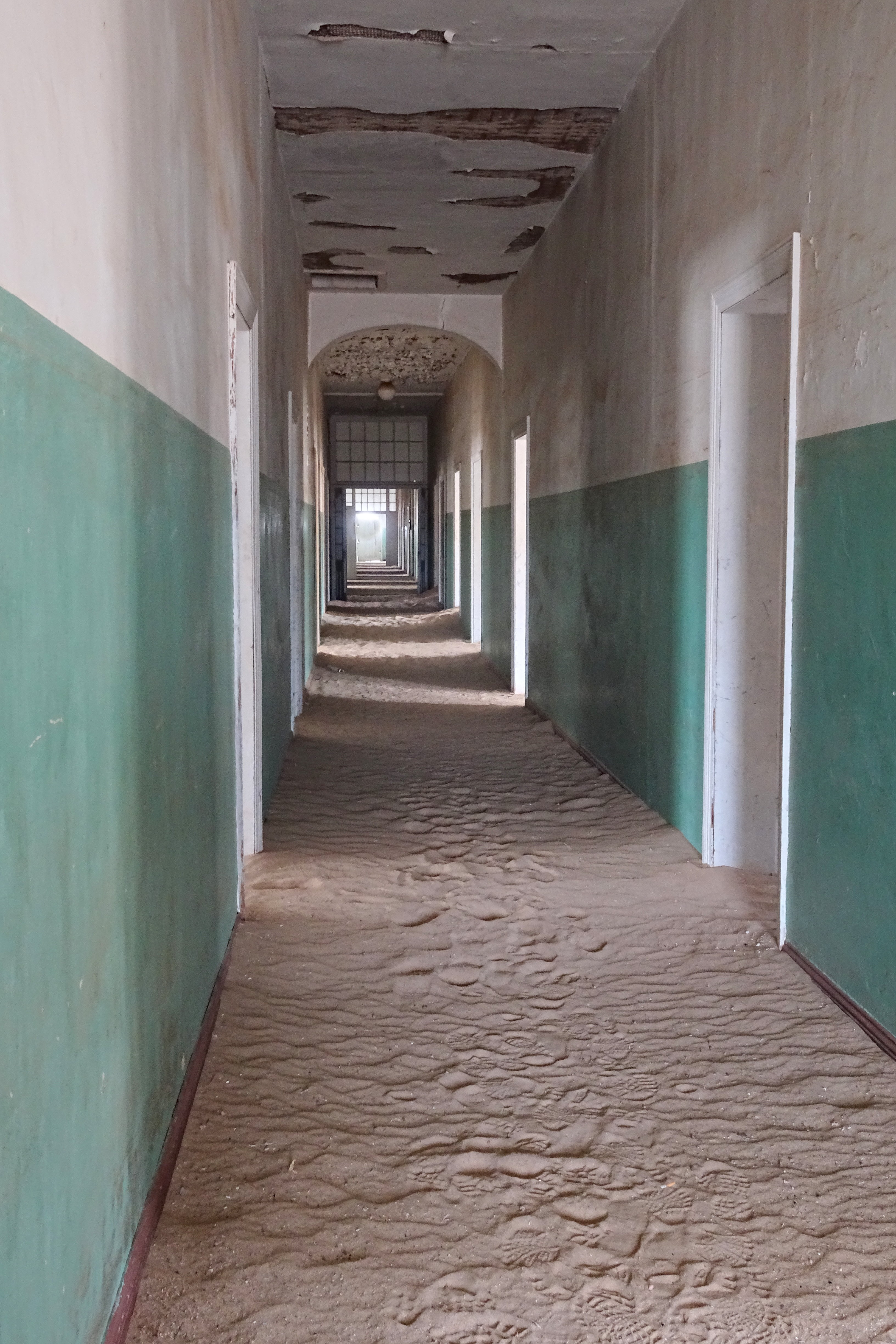
Les couloirs de l'hopital de Kolmanskop envahis par le sable.

Kolmanskop
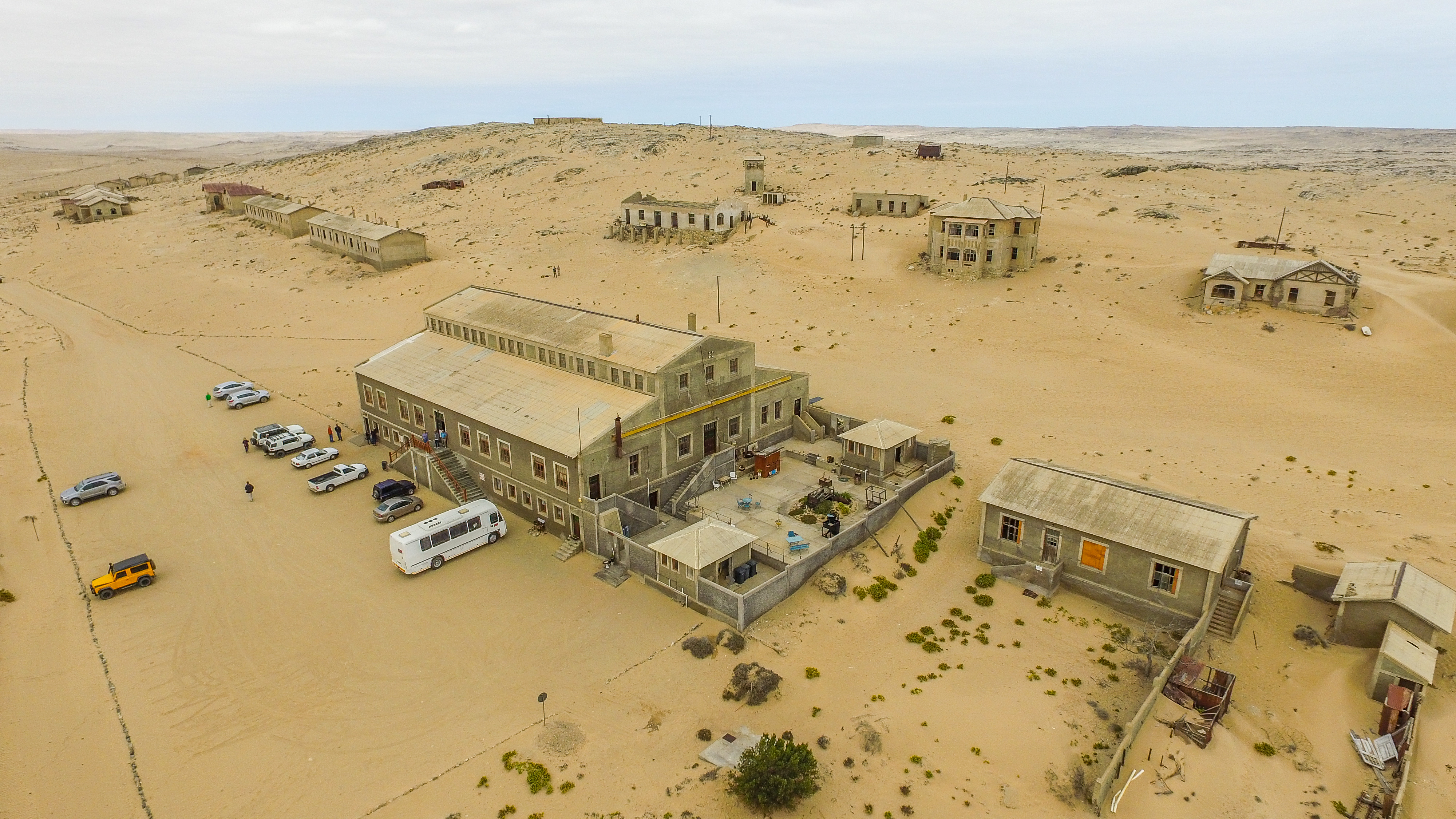
Vue aérienne de la ville fantôme.
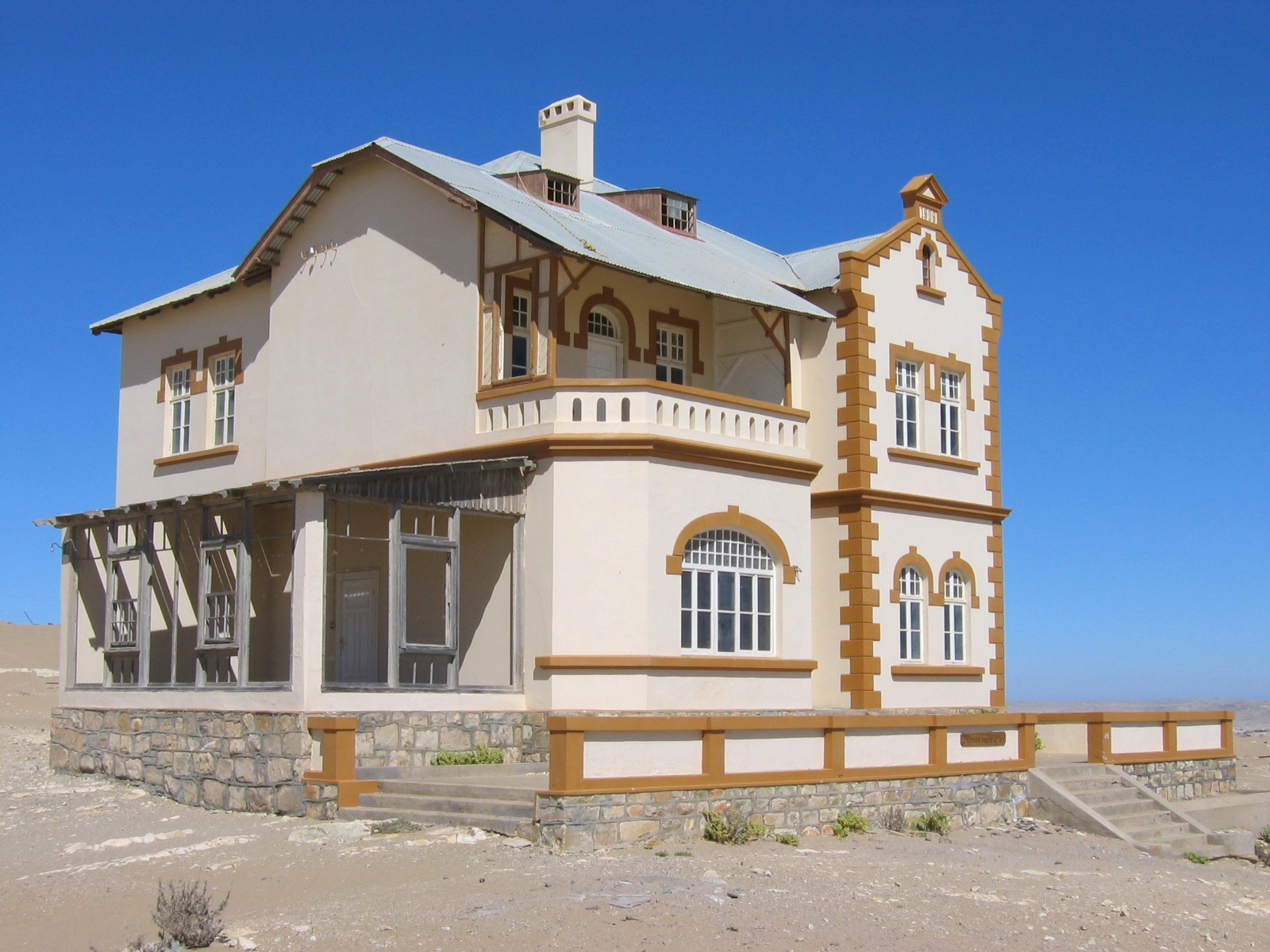
Maison du directeur de la mine.
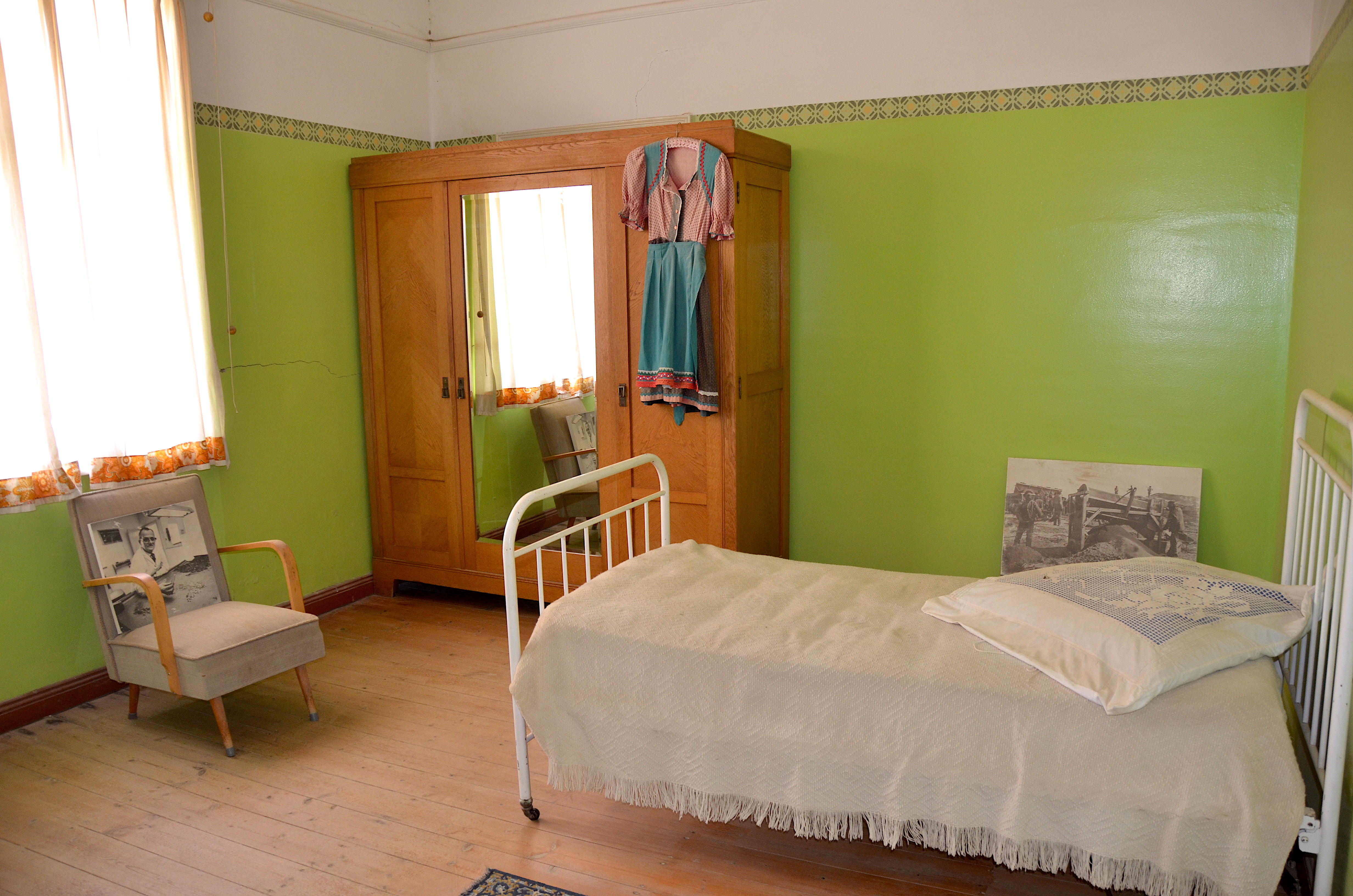
Chambre à coucher.
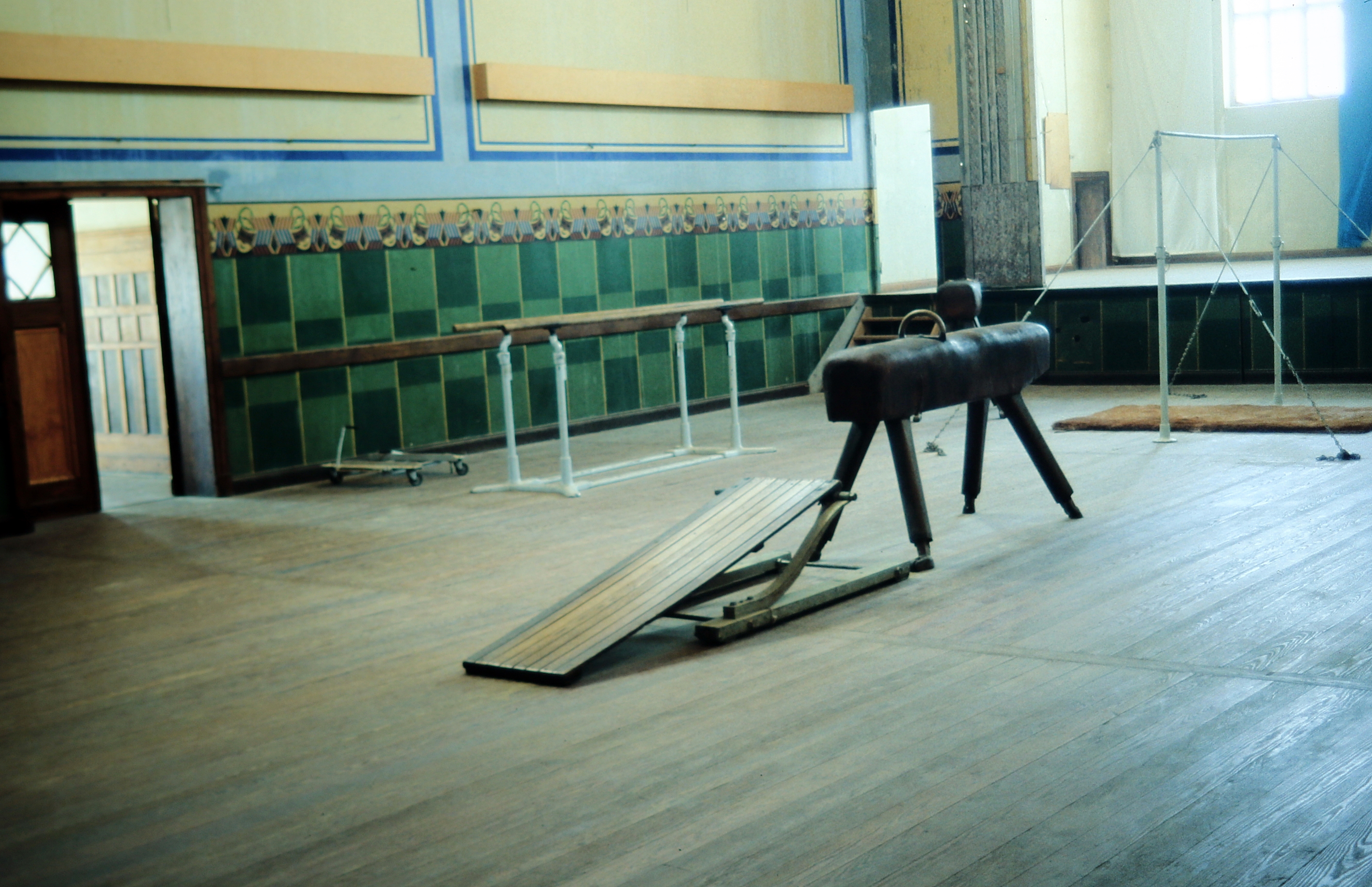
Salle de gymnastique.
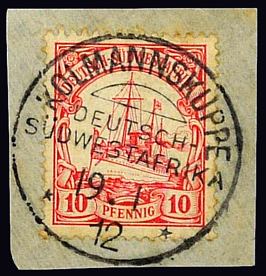
Timbre d'Afrique du Sud-Ouest allemande ; le cachet de la poste indique « Kolmannskuppe 1912 ».